# جیان‌ون
جیان‌ون یا چیان‌ون (چینی: 建文؛ پین‌یین: Jiànwén؛ وید-جایلز: Chien-wen) به معنای «استقرار فضیلت مدنی»، نام پادشاهی جو یون‌ون (چینی: 朱允炆، پین‌یین: Zhū Yǔnwén) (زادهٔ ۵ دسامبر ۱۳۷۷ - درگذشتهٔ ۱۳ ژوئیه ۱۴۰۲)، دومین امپراتور دودمان مینگ (۱۳۶۸-۱۶۴۴) بود که برای مدت کوتاهی از ۱۳۹۸ تا ۱۴۰۲ بر چین فرمان راند.

## زندگینامه

### سال‌های آغازین و امپراتوری
جو یون‌ون در ۵ دسامبر ۱۳۷۷ زاده شد. او نوهٔ امپراتور هونگ‌وو، بنیان‌گذار دودمان مینگ و دومین پسر جو بیائو، نخستین پسر و نایب‌السلطنهٔ هونگ‌وو بود. هنگامی‌که جو بیائو در ۱۷ مه ۱۳۹۲ درگذشت، امپراتور جو یون‌ون ۱۵ ساله را به جانشینی خود برگزید. با مرگ هونگ‌وو در ۲۴ ژوئن ۱۳۹۸، جو یون‌ون که اینک ۲۱ ساله بود با عنوان امپراتور جیان‌ون در ۳۰ ژوئن ۱۳۹۸ بر تخت نشست.

### دوران حکومت و بروز جنگ داخلی
پس از آنکه جیان‌ون قدرت را در دست گرفت، راه پدربزرگ خود در زدودن میراث برجای مانده از دودمان مغولی یوان (۱۲۰۶-۱۳۶۸) در چین را ادامه داد و پیشرفت‌های فرهنگی، فکری و تکنولوژیکی را تشویق نمود. اما رفتار سرکوبگرانه‌ای که جیان‌ون در رابطه با دیگر شاهزادگان مینگ در پیش گرفت سبب شد تا زمینه‌های سقوط او فراهم گردد.
در آن زمان امپراتوری مینگ به بخش‌های مختلفی تقسیم شده بود و هر بخش توسط یکی از شاهزادگان مینگ اداره می‌شد. جیان‌ون با همفکری وزرای مورد اعتماد خود چی تای و خوانگ زی‌چنگ تصمیم به تضعیف و حذف دیگر شاهزادگان گرفت.
آنها در طول سال ۱۳۹۸ موفق به کشتن و زندانی کردن شاهزادگان چی، دای، جو و شیانگ شدند اما در مواجهه با شاهزادهٔ یان، چهارمین پسر یونگ‌وو و عموی جیان‌ون، به مشکل برخوردند. شاهزادهٔ یان (با نام اصلی جو دی) فرماندهی ارتشی عظیم را در مرزهای شمالی برعهده داشت و هنگامی‌که مأمورانی برای دستگیری او اعزام شدند سر به شورش برداشت. این شورش سرآغاز جنگ داخلی خونینی شد که چهار سال به طول انجامید و دودمان تازه‌تأسیس مینگ را در خطر فروپاشی قرار داد.

### فتح پایتخت و ناپدید شدن جیان‌ون
سرانجام لشکریان شاهزادهٔ یان پس از درگیری‌های خونین فراوان موفق به فتح پایتخت در ژوئیهٔ ۱۴۰۲ شدند و شاهزادهٔ شورشی که اینک لقب یونگ‌لو، به معنای «شادی ابدی» را برگزیده بود خود را امپراتور جدید مینگ خواند. در این زمان کاخ جیان‌ون به آتش کشیده شده و خود او نیز ناپدید شده بود. بنابراین چنین تصور شد که جیان‌ون نیز در میان شعله‌های آتش جان سپرده باشد. با این حال از سرنوشت دقیق او اطلاعی در دست نیست و روایاتی وجود دارد که می‌گوید او از این واقعه جان سالم به‌در برده و پس از آن به مدت ۴۰ سال در کسوت راهبی دوره‌گرد زندگی کرده است.